# Guia de perplexos

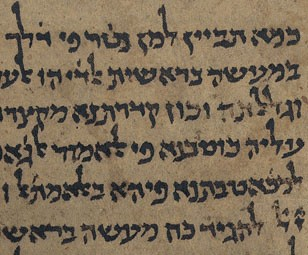
Detall de la "Guia de Perplexos", que data de 1200-1400 CE

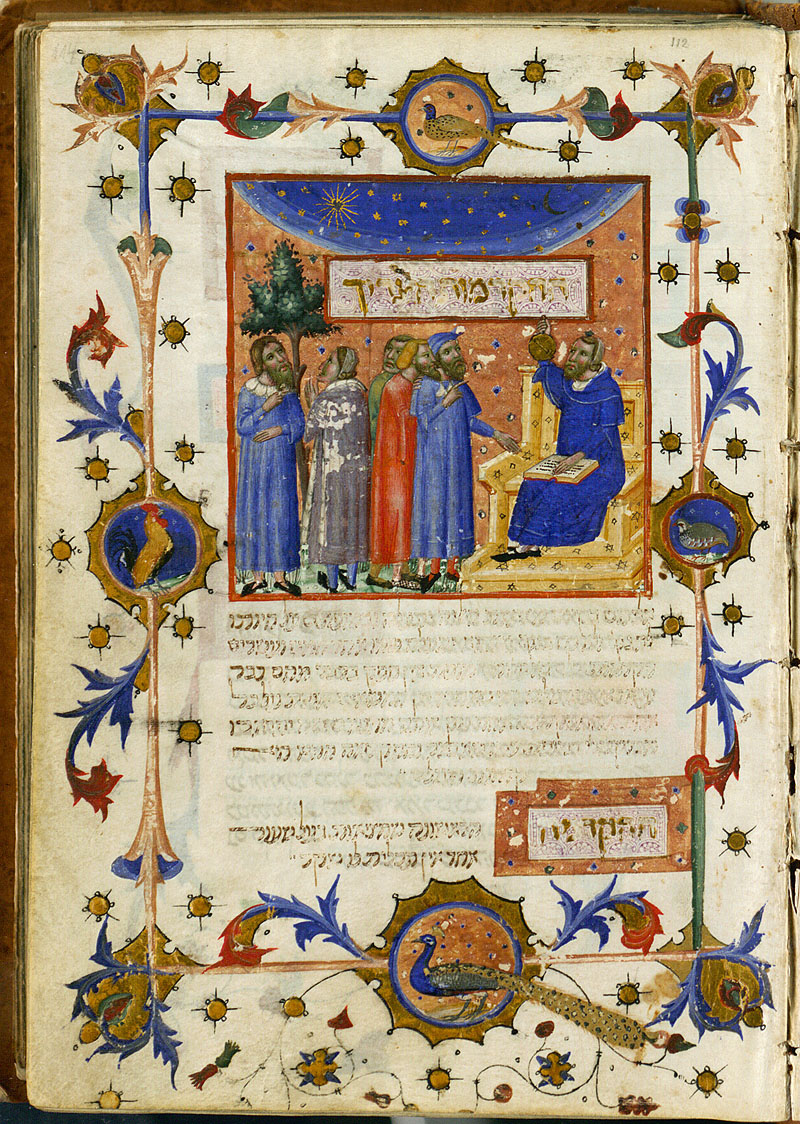
Versió de 1348 de la "Guia de Perplexos" il·luminada per Ferrer Bassa

La Guia de perplexos (en hebreu מורה נבוכים, Moré Nevukhim) és l'obra més important de Maimònides i resumeix en forma de carta els postulats bàsics de la seva teologia. Escrita al segle xii, la guia va aixecar des de l'inici una forta polèmica i va difondre's entre els jueus però també entre pensadors d'altres religions. L'objectiu explícit és reconciliar la filosofia amb la fe i els ensenyaments bíblics.

## Contingut
L'obra es divideix en tres llibres, escrits originàriament en àrab i posteriorment traduïts a l'hebreu. Al primer combat l'antropomorfisme que pot suscitar el dubte de si Déu té alguna realitat material i explica les metàfores de la Torà que ho podrien suggerir analitzant a fons el significat de cada terme. Conclou que l'ús d'aquestes metàfores sorgeix perquè Déu no es pot definir pel que és, sinó solament pel que no és (teologia negativa) o per aproximacions poètiques. El llibre acaba alterant que només els més erudits poden accedir a determinats ensenyaments, com els del misticisme, perquè molts d'altres caurien en l'heretgia si es queden solament amb la part superficial de la doctrina.
Al segon llibre resumeix les seves visions de cosmologia, fortament influïdes per Aristòtil i explica com la Creació continguda al Gènesi és una altra metàfora que quadra perfectament amb els ensenyaments filosòfics, recollint idees d'Avicenna i Abu-Hàmid al-Ghazalí. Després analitza el concepte de profecia.
Al tercer llibre exposa el problema del mal, entès com a absència de bé i no com a entitat a part (fet que podria caure en el maniqueisme). A més a més comenta els passatges més cèlebres del Pentateuc i finalitza amb una justificació de lleis jueves.

## Versió medieval de 1348
A Ferrer Bassa o, en tot cas, al seu taller se li ha atribuït la il·luminació de manuscrits hebreus medievals. Un d'aquests és la còpia de la Guia de perplexos de Maimònides traduïda a l'hebreu per Samuel ben Judà Ibn Tibbon (1150-1230) que es conserva a la Biblioteca Reial Danesa de Copenhaguen, conegut com el Maimònides de Copenhaguen amb diferents inicials figuratives luxosament decorades. S'ha considerat la possibilitat de l'existència d'un col·laborador jueu al taller dels Bassa qui podria haver realitzat alguns dels motius marginals. L'encàrrec el va fer Menachem Betsalel, un jueu que era el metge de Pere el Cerimoniós a Barcelona i que, igual que Ferrer Bassa, va morir víctima de la pesta el 1348; el rei va haver de donar suport econòmic a la seva vídua.